# Софьино (Ульяновская область)
Софьино — село Радищевского района, административный центр Ореховского сельского поселения. 

## География
Находится на расстоянии примерно в 12 километров по прямой на северо-восток от районного центра поселка Радищево.

## История
Село возникло во второй половине XVIII века. 
В 1859 году деревня Софьино, по почтовому тракту из г. Симбирска в г. Саратов, в 1-м стане Сызранского уезда Симбирской губернии.
Так как в сельце Софьине своей церкви не было, то прихожане ходили в Покровскую церковь села Верхняя Маза. 
В 1918 году был создан Софьинский сельский Совет. 
В 1930 году в селе были созданы колхозы им. Хрущева и колхоз "Путь к социализму". В 1950 году  колхоз "Путь к социализму" вошёл в состав колхоза им. Хрущева, а в 1958 году колхоз им. Хрущева переименован в колхоз "Рассвет". 

## Население
Население составляло: на 1900 г. в 91 дворах жило: 310 м. и 288 ж.; 362 человека в 2002 году (русские 82%), 307 по переписи 2010 года.